# Aparecidos
Aparecidos és una pel·lícula de terror hispano-argentina del 2007 amb elements de thriller i road movie dirigida i escrita per Paco Cabezas. La pel·lícula es va estrenar el 5 d'octubre de 2007 al XL Festival Internacional de Cinema Fantàstic de Catalunya i protagonitzada per Ruth Díaz i Javier Pereira com a dos germans en un viatge per la Patagònia argentina atrapats en una sèrie horrorosa d'esdeveniments.

## Argument
Els germans Malena i Pablo han decidit emprendre un viatge per carretera per permetre a Pablo descobrir més coses sobre el seu pare, que té suport vital. El seu destí és l'antiga casa familiar a l'Argentina i inicialment el viatge és bastant mundà. Tot això canvia quan en Pablo descobreix un vell diari amagat dins del seu cotxe. El diari detalla una sèrie de crims horripilants i Pablo pressiona perquè els dos viatgen als diferents llocs que es descriuen al diari mentre estan en el seu viatge per carretera. Acaben aturant-se per passar la nit a un hotel detallat al diari, on la família Leonardi va ser brutalment massacrada. Pablo i Malena prenen l'habitació contigua a l'habitació on els Leonardis van morir i s'espanten en escoltar una recreació espiritual dels assassinats. Els germans decideixen fugir però Pablo oblida el llibre i ha de tornar per recuperar-lo. Això gairebé acaba amb la mort d'en Pablo i quan ha arribat a la seguretat, Pablo s'adona que alguns dels detalls del llibre han canviat, el que el fa preguntar-se si és possible que canviï el passat. No obstant això, mentre viatgen, Pablo descobreix que la seva recerca per descobrir més coses sobre el seu pare està aportant als dos germans revelacions que no estan preparats per afrontar.

## Repartiment
- Ruth Díaz com a Malena
- Javier Pereira com a Pablo
- Pablo Cedrón com a Gabriel De Luca
- Leonora Balcarce com a Amalia Leonardi
- Héctor Bidonde com a Daniel Lerhmann
- Paco Cabezas com a TV Chainsaw Psycho Killer
- Dámaso Conde com Jimmy "Pinche" McLaine
- Luciano Cáceres com a Manuel Leonardi
- Daniel Galanz com a Cirurgià jove
- Silvia Geijo com a Cambera
- Carolina Hernández com a infermera Centre Mèdic
- Darío Levy com a director de policia
- Federico Marrale com a Policia Jove
- Elisa Martín com a noia al bosc
- Sergio Podeley com a Home del dipòsit

## Estrena
La pel·lícula es va presentar al XL Festival Internacional de Cinema Fantàstic de Catalunya l'octubre de 2007. L'estrena a les sales a Espanya es va fixar, després de diversos retards, al 12 de desembre de 2008, mentre que l'estrena en cinemes a Argentina estava prevista per al 3 de desembre de 2009.

## Recepción
Las Horas Perdidas va valorar positivament Aparecidos i va citar l'actuació de Ruth Díaz com un dels moments més destacats de la pel·lícula. HorrorNews.net també va donar una ressenya favorable i va escriure que "Diversos girs argumentals mantenen viva la història, ja que la durada de la pel·lícula de 120 minuts sembla llarga però adequada perquè la història es desenvolupi d'una manera impactant". Den of Geek va ser més mixte en la seva ressenya i va comentar que "En general, és un bon esforç, però amb les caigudes evidents, i està afectat per un dels finals més cursis que he vist. No obstant això, definitivament val la pena mirar-la, i encara que no és una pel·lícula innovadora en cap sentit, sens dubte té els seus moments." Nuria Vidal de Fotogramas li va atorgar 3 de 5 estrelles, destacant l'escenari on transcorre la pel·lícula com el millor d'ella, així com el resultat argumental massa previsible com el pitjor.